# SN 1993N
SN 1993N – supernowa typu IIn odkryta 15 kwietnia 1993 roku w galaktyce UGC 5695. W momencie odkrycia miała maksymalną jasność 17,50m.